# Øregrib
Øregrib (Torgos tracheliotos) er en høgefugl, der lever i Afrika og Arabien.